# Округ Севир (Јута)
Севир (енгл. Sevier County) је округ у америчкој савезној држави Јута. По попису из 2010. године број становника је 20.802.

## Демографија
Према попису становништва из 2010. у округу је живело 20.802 становника, што је 1.960 (10,4%) становника више него 2000. године.
| Група             | 2000.          | 2010.          |
| Белци             | 17.752 (94,2%) | 19.325 (92,9%) |
| Афроамериканци    | 51 (0,3%)      | 39 (0,2%)      |
| Азијати           | 49 (0,3%)      | 67 (0,3%)      |
| Хиспаноамериканци | 481 (2,6%)     | 932 (4,5%)     |
| Укупно            | 18.842         | 20.802         |